# François Feroleto
François Feroleto, né le 17 août 1969à Montreux (Suisse), est un acteur franco-italien.

## Biographie

### Parcours
François Feroleto est né le 17 août 1969 à Montreux (Suisse) d'un père italien et d'une mère d'origine allemande.
À 16 ans, il quitte l'école pour travailler dans la restauration en tant qu'apprenti cuisinier à Lausanne. Alors qu'il termine son apprentissage, il découvre le théâtre en jouant dans un spectacle amateur et décide de devenir comédien. Quelques mois plus tard, il se rend à Paris et s'inscrit au cours Balachova, dirigé par Vera Gregh, ainsi qu'au cours de Jean-Laurent Cochet. Parallèlement, il exerce divers métiers : il sera tour à tour vendeur, coursier, déménageur, correcteur dans l'édition…
Il fait ses débuts sur scène en 1991 et, pendant quinze ans, c'est au théâtre que se déroule l'essentiel de sa carrière. Il joue principalement des auteurs contemporains, dans le théâtre public comme dans le théâtre privé, et travaille avec des metteurs en scène aussi divers que Marcel Bluwal, Jean-Claude Brialy, Jean-Claude Fall, Bernard Murat, Régis Santon ou Jacques Weber et aux côtés de partenaires tels que Béatrice Agenin, Niels Arestrup, Marie-Christine Barrault, Carole Bouquet, Jean-Pierre Cassel, Roger Dumas, Édith Scob…

Avec Michel Bouquet et Claude Brasseur, il joue 490 représentations de À torts et à raisons, spectacle qui obtient 11 nominations aux Molières en 2000 et pour lequel il est nommé au Molière de la révélation masculine.

### Carrière
En 2005, il est choisi pour interpréter le personnage de Maxime Lukas, nouveau héros de la série télévisée PJ diffusée sur France 2. Il y reste trois ans et tourne 40 épisodes. Il prend son rôle du commandant Lukas dans la saison 10 épisode 7, diffusée à l'origine en 2006. Il était apparu pour la première fois dans la série avec un petit rôle de l'épisode 5 de la saison 9 en 2005.
En parallèle à PJ, il poursuit son activité au théâtre et participe à la création de deux pièces qui vont être de grands succès publics et critiques : Amitiés sincères, qu'il joue près de 200 fois et qui est nommée au Molière de la meilleure pièce de création en 2005, et Rutabaga Swing, qui se joue 165 fois et qui est nommée au Molière du meilleur spectacle public en 2007.
Il retrouve ensuite Marcel Bluwal, qui l'avait déjà dirigé dans À torts et à raisons, pour À droite toute avec Bernard-Pierre Donnadieu, un téléfilm qui obtient trois Fipa en 2008. Cette même année, la productrice de PJ Michelle Podroznik, également productrice de Plus belle la vie, lui offre de participer à une intrigue du feuilleton marseillais puis, sous la direction de Claire de La Rochefoucauld, il tient le premier rôle masculin de Pour ma fille, aux côtés de Judith Magre, Isabelle Candelier et Lionnel Astier.
De 2010 à 2012, il joue Grand Écart au théâtre de la Madeleine puis en tournée, avec sa compagne Valérie Karsenti et Thierry Lhermitte, dans une mise en scène de Benoît Lavigne.
En 2011, Lucas Belvaux lui confie un des rôles principaux de son film 38 témoins aux côtés d'Yvan Attal, Sophie Quinton et Nicole Garcia.
En 2012, il fait couple avec Céline Sallette dans Un Voyage de Samuel Benchetrit.
En 2013, il joue dans un épisode de Candice Renoir, réalisé par Nicolas Picard-Dreyfuss, puis tourne sous la direction de Claude-Michel Rome dans Crime en Aveyron, avec Florence Pernel, où il rencontre Jean Marc.
En 2014, il retrouve Claude-Michel Rome qui lui confie un des rôles principaux de Stavisky, l'escroc du siècle, aux côtés de Tomer Sisley, Raphaëlle Agogué, Isabelle Gélinas et Francis Renaud.
En parallèle de sa carrière de comédien, François Feroleto est également gérant d'une crêperie, La Girafe, à Vanves.

### Vie privée
Il est en couple avec la comédienne Valérie Karsenti, avec qui il a deux enfants.

## Théâtre

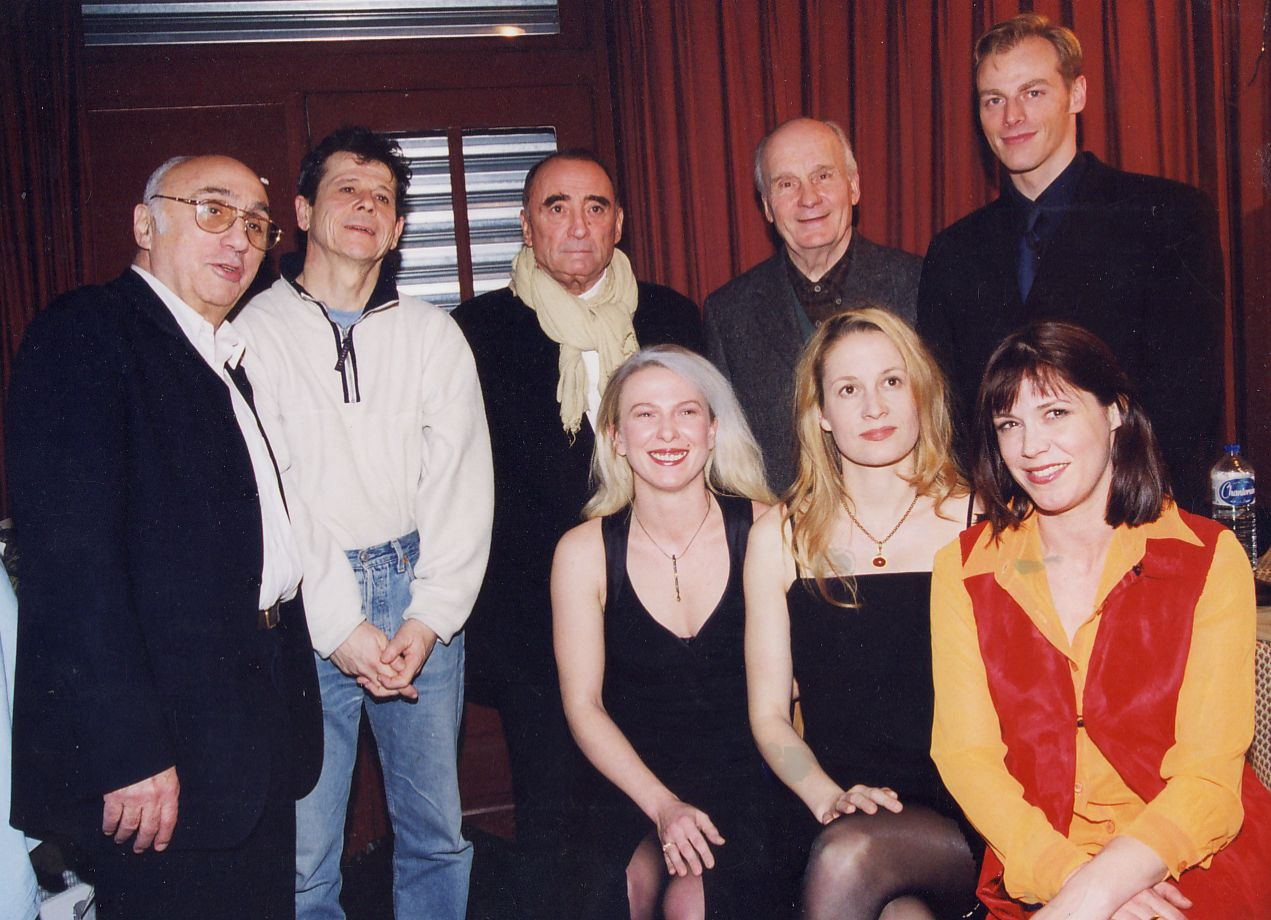
Francois Feroleto avec Michel Bouquet, Claude Brasseur et toute l’équipe de À torts et à raisons après la du spectacle en décembre 1999.

- 1991 : Loire d'André Obey, mise en scène de Jean-Paul Lucet, Théâtre des Célestins de Lyon
- 1992 : Chef-Lieu d'Alain Gautré, mise en scène de Jean-Claude Fall, TGP Saint-Denis et tournée
- 1992 : À la merci de la vie de Knut Hamsun, mise en scène de Jacques Baillon, Théâtre 13
- 1993 : Des étoiles dans le ciel du matin d'Alexandre Galine, mise en scène de Daniel Berlioux, Théâtre de Proposition
- 1994 : La Source bleue de Pierre Laville, mise en scène Jean-Claude Brialy, Théâtre Daunou et tournée
- 1995 : Azev de Bernard Thomas, mise en scène de Régis Santon, Théâtre National de Chaillot et tournée
- 1996 : Hollywood, Hollywood de David Mamet, mise en scène de Daniel Roussel, Festival d'Avignon et tournée
- 1997 : Qui a peur de Virginia Woolf ? d'Edward Albee, mise en scène de Pierre Constant, Théâtre de l'Œuvre
- 1998 : La Ménagerie de verre de Tennessee Williams, mise en scène de Michel Fagadau, Studio des Champs-Élysées et tournée
- 1999-2001 : À torts et à raisons de Ronald Harwood, mise en scène de Marcel Bluwal, Théâtre Montparnasse et tournée
- 2001 : Pierre le Grand, le tsar ouvrier d'André Grétry, mise en scène de Pierre Jourdan, Théâtre Impérial de Compiègne et tournée
- 2002 : Phèdre de Jean Racine, mise en scène de Jacques Weber, Théâtre de Nice puis Théâtre Déjazet
- 2004 : Homosapiens[6] de Grégory Questel, mise en scène de Corinne Barois, Festival d'Avignon et tournée
- 2005 : Amitiés sincères de Stéphan Archinard et François Prévôt-Leygonie, mise en scène de Bernard Murat, Théâtre Édouard-VII
- 2006-2007 : Rutabaga Swing[7] de Didier Schwartz, mise en scène de Philippe Ogouz, Théâtre 13 puis Petit-Montparnasse, Comédie des Champs-Élysées et tournée
- 2010-2012 : Grand Écart[8] de Stephen Belber, mise en scène de Benoît Lavigne, Théâtre de la Madeleine et tournée
- 2016 : Avant de s'envoler de Florian Zeller, mise en scène de Ladislas Chollat, théâtre de l'Œuvre
- 2017-2018 : Trahisons de Harold Pinter, mise en scène Christophe Gand, Lucernaire et Avignon OFF
- 2022 : Un train pour Milan de Dino Buzzati, mise en scène Christophe Gand et François Feroleto, Théâtre La Luna (Festival off d'Avignon)
- 2024 : Dolores de Yann Guillon et Stéphane Laporte, mise en scène Virginie Lemoine, festival off d'Avignon théâtre Actuel

## Filmographie
Sauf indication contraire, les informations mentionnées dans cette section peuvent être confirmées par la base de données cinématographiques IMDb,  présente dans la section « Liens externes ».

### Cinéma

#### Longs métrages
- 1994 : La Reine Margot de Patrice Chéreau
- 1996 : Mon homme de Bertrand Blier
- 1999 : D-Project de Christophe Larue
- 2008 : Asylum d'Olivier Château : Le frimeur
- 2012 : 38 témoins de Lucas Belvaux : Capitaine Léonard
- 2012 : Amitiés sincères de François Prévôt-Leygonie et Stéphan Archinard : Le vétérinaire
- 2014 : Un voyage de Samuel Benchetrit : Pierre
- 2019 : Let's dance de Ladislas Chollat : Le père de Joseph
- 2020 : Des hommes de Lucas Belvaux : Le maire
- 2022 : Sans toi de Sophie Guillemin

#### Courts métrages
- 1997 : Le Trèfle à quatre-feuilles de Tiéri Barié
- 1998 : Bad Petry d'Alexandre Bouillon
- 1998 : La Demande d'Olivier Château
- 2000 : The Big Hunt d'Olivier Château
- 2004 : Photo de famille de Thierry Harcourt : Joshua
- 2007 : Mission Lapin de Jean-Jacques Vanier
- 2010 : Delayed de Léo Karmann : Le blond
- 2012 : La monnaie s'il vous plaît de Christophe Gand
- 2013 : Armstrong a marché sur la lune, chéri de Jean-Jacques Vanier[9]
- 2017 : Un regard dans la nuit de Christophe Gand : Le conducteur de train
- 2019 : Je suis hier, aujourd'hui & demain d'Isabelle Laurent

### Télévision

#### Séries télévisées
- 1993 : Tout va bien dans le service de Charlotte Silvera
- 1995 : Les faux médicaments d'Alain-Michel Blanc
- 1996 : Quai no 1
- 1997 : Julie Lescaut
- 1998 : Miranda de Jean Marbœuf
- 1999 : Brigade spéciale
- 1999 : Mélissol : Yann Lecoec
- 2003 : Maigret : Jean-Luc Valois
- 2004 : Par accident de Jérôme Foulon : François
- 2005 - 2009 : PJ : Maxime Lukas
- 2007 : Avocats et Associés : Maxime Lukas
- 2008 : À droite toute : Duclos
- 2008 - 2009 : Plus belle la vie : Bruno Basini
- 2011 : Commissaire Magellan : Josselin Delvaux
- 2012 : Scènes de ménages : Le professeur de chinois de Liliane et José
- 2013 : Candice Renoir : Olivier Bucaille
- 2014 : Jusqu'au dernier : Frédéric
- 2017 : Nina : Éric
- 2017 : L'Art du crime : Bruno Daubracq
- 2018 : Le juge est une femme : Thomas Maupin / Rémi Dourland
- 2018 : Cassandre : Commandant Vasseur
- 2019 : La Stagiaire : Stéphane Hurel
- 2019 : Section de recherches : Victor Lespinasse
- 2020 : Peur sur le lac : Darius Milanian
- 2020 : Alexandra Ehle : Martin Delmas
- 2020 : Balthazar : Janvier
- 2024 : Master Crimes : Gaspard Cassac

#### Téléfilms
- 1998 : Bonnes vacances de Pierre Badel : Le brigadier
- 2007 : Un admirateur secret de Christian Bonnet : Éric Fabre
- 2009 : Pour ma fille de Claire de La Rochefoucauld : Christophe
- 2014 : Crime en Aveyron de Claude-Michel Rome : Franck Cujas
- 2015 : Stavisky, l'escroc du siècle de Claude-Michel Rome :  Lino Baldi
- 2015 : Le Vagabond de la baie de Somme de Claude-Michel Rome : Théodore Druon Bernard
- 2015 : Pierre Brossolette ou les passagers de la lune de Coline Serreau : Forest Yeo-Thomas
- 2015 : Un parfum de sang de Pierre Lacan : François Constantin
- 2016 : Meurtres à Aix-en-Provence de Claude-Michel Rome : Marc Lavander
- 2019 : Jamais sans toi, Louna de Yann Samuell : Juge Arnaud Marchal
- 2020 : Maddy Etcheban de René Manzor : Richard Barenaga

## Doublage

### Cinéma
- 2003 : Retour à la fac : Mark (Craig Kilborn)
- 2003 : La Couleur du mensonge : Coleman Silk jeune (Wentworth Miller)
- 2004 : La Chute : Rochus Misch (Heinrich Schmieder)
- 2016 : Jackie : Robert Francis Kennedy (Peter Sarsgaard)

### Télévision
- 2019 : Kidnapping : Jannik Vidt (Anders Heinrichsen)
- 2021 : Les derniers secrets d'Amy : voix additionnelles

## Distinction
- Molières 2000 : nomination au Molière de la révélation théâtrale pour À torts et à raisons